# Râul Loky

Râul Loky, cunoscut și sub numele de râul Lokia, este situat în nordul Madagascarului. Se varsă la coasta de nord-est, în Oceanul Indian.
Este traversat de RN 5a lângă Anivorano du Nord. Gura sa de vărsare este situată în Golful Lokia.